# Reinert Open
Il Reinert Open è un torneo di tennis che si gioca su terra rossa. Il torneo si gioca a Versmold in Germania dal 2008.

## Albo d'oro

### Singolare
| Anno              | Campionessa          | Finalista            | Punteggio        |
| ----------------- | -------------------- | -------------------- | ---------------- |
| 2013              | Dinah Pfizenmaier    | Maryna Zanevs'ka     | 6–4, 4–6, 6–4    |
| 2012              | Annika Beck          | Anastasija Sevastova | 6–3, 6–1         |
| ↑ ITF 50K event ↑ |                      |                      |                  |
| 2011              | Mariana Duque-Mariño | Scarlett Werner      | 7–6(2), 7–5      |
| 2010              | Magda Linette        | Irina-Camelia Begu   | 6−2, 7−5         |
| ↑ ITF 25K event ↑ |                      |                      |                  |
| 2009              | Sarah Gronert        | Darija Jurak         | 6–3, 3–6, 7–6(5) |
| 2008              | Evelyn Mayr          | Romana Tedjakusuma   | 5–7, 6–4, 6–3    |
| ↑ ITF 10K event ↑ |                      |                      |                  |

### Doppio
| Anno              | Campioni                           | Finaliste                           | Punteggio           |
| ----------------- | ---------------------------------- | ----------------------------------- | ------------------- |
| 2013              | Sofia Shapatava Anna Tatišvili     | Claire Feuerstein Renata Voráčová   | 6–4, 6–4            |
| 2012              | Mailen Auroux María Irigoyen       | Elena Bogdan Réka-Luca Jani         | 6–1, 6–4            |
| ↑ ITF 50K event ↑ |                                    |                                     |                     |
| 2011              | Elizaveta Ianchuk Julia Mayr       | Cecilia Costa Melgar Daniela Seguel | 6–4, 6–3            |
| 2010              | Hana Birnerová Erika Sema          | Aminat Kushkhova Ol'ga Panova       | 6–3, 6–3            |
| ↑ ITF 25K event ↑ |                                    |                                     |                     |
| 2009              | Elisa Peth Scarlett Werner         | Alenka Hubacek Kairangi Vano        | Walkover            |
| 2008              | Samantha Schoeffel Bibiane Schoofs | Nicola Geuer Laura Haberkorn        | 4–6, 7–6(5), [10–5] |
| ↑ ITF 10K event ↑ |                                    |                                     |                     |